# رالف تومسون
رالف تومسون (بالإنجليزية: Ralph Thompson)‏ هو شاعر جامايكي، ولد في 1928.